# جورج‌تاون (واشینگتن، دی سی)
جورج‌تاون (انگلیسی: Georgetown) یک محله تاریخی، تجاری در شمالغربی واشینگتن، دی سی می‌باشد که در سال ۱۷۵۱ در ایالت مریلند بنیانگذاری شد